# Годфри, Элвуд
Элвуд Уотсон Годфри (англ. Elwood Watson Godfrey; 17 июля 1910, Монтгомери, Пенсильвания или Амблер, Пенсильвания — 10 июня 1990, Флорида или Виро-Бич, Флорида) — американский хоккеист на траве, защитник и полузащитник. Участник летних Олимпийских игр 1936 года.

## Биография
Элвуд Годфри родился 17 июля 1910 года в американском боро Амблер в штате Пенсильвания.
В 1933 году окончил Принстонский университет, в 1937 году — Пенсильванскую медиуинскую школу. В 1943 году окончил ординатуру по радиологии в Пенсильвании.
Играл в хоккей на траве за Филадельфийский крикетный клуб.
В 1936 году вошёл в состав сборной США по хоккею на траве на летних Олимпийских играх в Берлине, поделившей 10-11-е места. Играл на позициях защитника и полузащитника, провёл (по имеющимся данным) 2 матча, мячей не забивал.
Во время Второй мировой войны служил в военно-морском медицинском корпусе на юге Тихого океана. В 1946 году, будучи к тому моменту командиром, оставил службу в ВМФ и стал заниматься медицинской практикой в Хартфорде, а затем в Принстоне.
Умер 10 июня 1990 года в американском городе Виро-Бич.